# Unterer Klaffersee
Unterer Klaffersee är en sjö i Österrike.   Den ligger i förbundslandet Steiermark, i den centrala delen av landet, 220 km sydväst om huvudstaden Wien. Unterer Klaffersee ligger 2 317 meter över havet.
Trakten runt Unterer Klaffersee består i huvudsak av gräsmarker. Runt Unterer Klaffersee är det ganska glesbefolkat, med 21 invånare per kvadratkilometer.